# Диапедез

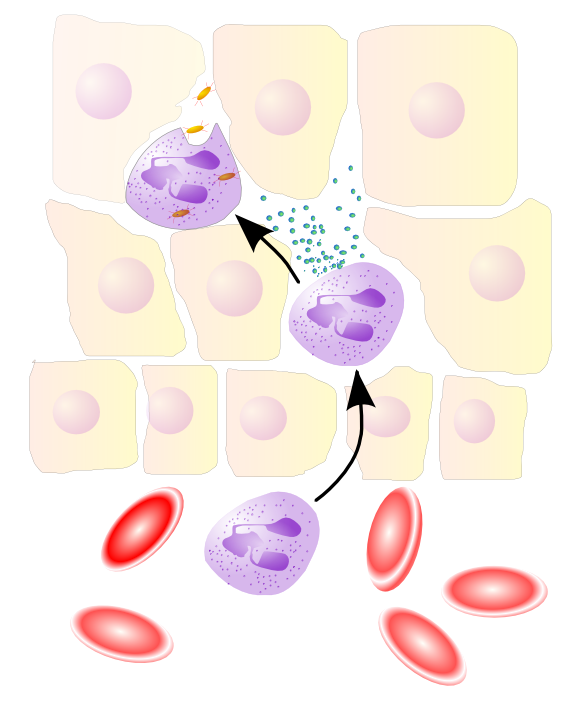
Нейтрофилы вытекают из кровеносных сосудов в ткань в месте её повреждения или инфицирования вследствие врождённой иммунной реакции

Диапеде́з (от др.-греч. διαπηδάω — перепрыгиваю, перескакиваю) — один из видов кровотечения, процесс выхода форменных элементов крови через стенки кровеносных сосудов в ткани тела. В частности, диапедез происходит при воспалении тканей, окружающих сосуды, и может быть частью геморрагического синдрома.
Диапедез первым описал российский отоларинголог А. Ф. Пруссак.

## Механизм
При нарушении проницаемости и тонуса мелких сосудов (капилляров и венул), обычно в условиях воспаления в прилежащих тканях, кровяные тельца проходят сквозь стенки этих сосудов. Благодаря диапедезу лейкоциты достигают очага воспаления.
Диапедез обеспечивают молекулы адгезии РЕСАМ-1, которые экспрессируются и мигрирующими нейтрофилами, и эндотелиальными клетками. На первом этапе плавающие в кровяном русле клетки крови приклеиваются к клеткам эндотелия. Затем клетки крови просачиваются сквозь щели между расходящимися клетками эндотелия.
Чаще всего в диапедезе участвуют посткапиллярные венулы, при этом их стенки остаются морфологически целостными, их проницаемость — временная и избирательная.
При диапедезе ткани пропитываются кровью, причём эта кровь, в отличие от кровотечения при разрыве сосуда, не сворачивается.
При диапедезе чаще всего в пропитанных кровью тканях начинается некробиоз, например в тканях мозга, либо, при меноррагиях, происходит их отторжение во внешнюю среду.